# Rez
Rez, известная по рабочим названиям K-Project, Project Eden и Vibes — компьютерная игра в жанрах рельсовый шутер и музыкальная игра. Разработана United Game Artists в 2001 и 2002 годах для консолей PlayStation 2 и Dreamcast. Часть бывших сотрудников Team Andromeda также принимали участие в создании игры. В 2008 году игра была портирована компаниями Q Entertainment и Hexadrive для консоли Xbox 360. В разработке порта принимал участие один из создателей игры Тэцуя Мидзугути.
Приквел Rez, Child of Eden, был разработан Q Entertainment и выпущен Ubisoft, в 2011 году. Он имеет поддержку Kinect и PlayStation Move.

## Сюжет
Действие игры разворачивается в футуристической компьютерной «суперсети» под названием «Проект-K» (англ. K-project), где большая часть информации контролируется искусственным интеллектом под названием Эдем (англ. Eden). Эдем стал получать большое количество информации из сети, которую он не успевает обработать. Это приводит к тому, что система начинает сомневаться в своём существовании и запускает отключение компьютера, которое грозит катастрофическими проблемами во всем мире.
Игрок управляет хакером, который должен взломать компьютер и перезагрузить систему, уничтожая вирусы и брандмауэры, которые препятствуют прогрессу, а также анализировать другие подзоны сети, чтобы получить доступ к Эдему. Название «Проект-K» и графика, выполненная в стиле синестезия, были созданы благодаря вдохновению от работ русского художника Василия Кандинского, имя которого упоминается в титрах игры, а название Rez было заимствовано из одноимённой песни группы Underworld.

## Игровой процесс

Скриншот игрового процесса игры.

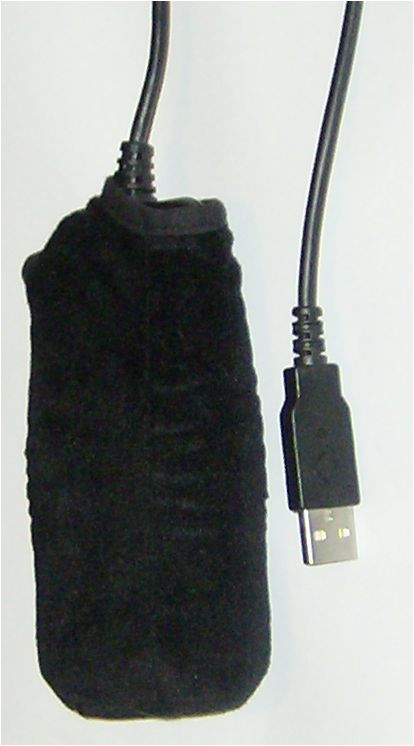
Транс-вибратор в защитном чехле.

Rez выполнена в жанре рельсового шутера, в котором игрок берёт на себя управление экранным аватаром, бегущим вдоль заданного пути через компьютерную сеть. Игрок не контролирует сам маршрут, в его распоряжении — только позиция аватара на экране. Игрок может с помощью кнопки «lock-on» автоматически нацеливаться на врагов. Провальная попытка попадания по врагу или снаряду может вызвать коллизию, которая снижает текущий эволюционный уровень игрока и изменяет форму аватара. Игра заканчивается, если аватара атаковали на самом низком уровне эволюции. На более высоком уровне эволюции аватар выглядит как человек, на низком он напоминает простую сферу.
Некоторые враги при уничтожении могут выбрасывать предметы, которые усиливают аватара. Два различных предмета могут повысить эволюцию аватара на один или три очка. Другой предмет позволяет игроку вызвать «Овердрайв» (англ. Overdrive), благодаря которому идёт кратковременный постоянный поток выстрелов по всем врагам, размещенным на экране. В некоторых режимах игры могут периодически возникать бонусные предметы.
Игра состоит из пяти уровней. Первые четыре разделены на десять секций и завершаются битвой с боссом. Финальный уровень содержит большое количество секций и вариации боссов из первых четырёх уровней. Затем игрок переходит к основной сети для перезагрузки компьютера Эдем, после которого начинается финальная битва с боссом.
Боссы в каждом уровне имеют переменную шкалу сложности, которая зависит от игры пользователя на пути к данному боссу. По словам издателя Sega, эта система создана специально для того, чтобы сделать игру более доступной для простых игроков и более сложной для прохождения опытными игрокам. Кроме того, прохождение всех пяти уровней открывает альтернативные уровни игры, цветовые схемы и секретные территории.
В отличие от большинства игр, Rez почти не имеет звуковых эффектов и диалогов. Вместо этого, в игре применена электронная музыка, которая играет в фоновом режиме и постепенно изменяется по мере перемещения игрока по уровням. Музыка усиливается музыкальными эффектами, такими как трель и барабан, которые генерируется благодаря действиям игрока, врагов и окружающей среды. Действия игрока привязаны к ритму музыки, например, выстрелы и удары по врагам приходится на каждый бит. Графические элементы, например полигоны, составляющие игровой аватар и фон, также связаны с битом. Благодаря оригинальным скоординированным эффектам, Sega рекламировала Rez как игру-синестезию, в которой раздражение органа одного чувства приводят к возникновению ощущений, характерных для других чувств.

## Транс-вибратор
Японская версия игры на PlayStation 2 продавалась с USB-устройством «Транс-вибратор» (англ. Trance Vibrator), который будет вибрировать в такт музыки, тем самым помогая продлить синестезию в чувствах осязания игрока. Хотя устройство не позиционируется как секс-игрушка, некоторые сайты сообщают, что он применяется для мастурбации. Благодаря этому в 2007 году устройство заняло 1-е место в списке «Лучшая игровая периферия» по версии сайта ScrewAttack. Устройство совместимо ещё с двумя играми: Space Channel 5: Part 2 и японской версией Disaster Report.
Устройство имеет совместимость с операционными системами Windows XP и Windows 2000, а также Linux. Для запуска устройства нужно установить драйвер.
Версия Xbox 360, Rez HD, использует до трёх дополнительных контроллеров для функциональности транс-вибрации в игре.

## Rez HD

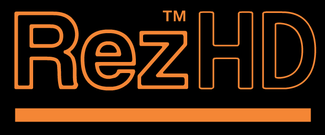
Логотип Rez HD.

Rez HD для консоли Xbox 360 был анонсирован в сентябре 2007 года на выставке компьютерных игр Tokyo Game Show. Порт практически ничем не отличается от оригинала, за исключением поддержки широкоформатного изображения. Rez HD не совместима с устройством «Транс-Вибратор», однако функциональность обеспечивается за счет использования дополнительных контроллеров консоли.
Несмотря на то, что автором оригинальной игры является сам Тэцуя Мидзугути, ему пришлось покупать права на игру у издателя Sega, так как он ушёл из компании после объединения студии United Game Artists с Sonic Team в 2003 году. Rez HD была портирована компаниями Q Entertainment и Hexadrive и доступна только в сервисе Xbox Live для консоли Xbox 360. Порт также был включён в сборник игр Qubed, вместе Lumines Live! и Every Extend Extra Extreme.
На вопрос о портировании Rez HD на PlayStation 3 Мидзугути заявил, что у них нет причин не выпускать игру на других платформах помимо Xbox 360.

## Саундтрек
23 января 2002 года лейблами Third-Ear и Musicmine был выпущен официальный альбом с саундтреком игры под названием Rez / Gamer’s Guide to….
В саундтреке игры Rez преобладает электронная музыка, в которую входят элементы таких жанров, как техно, транс и эмбиент. Музыкальное сопровождение было создано группой художников и музыкантов, включая Кена Исии, Coldcut, Адама Фриленда, OVAL и Кэити Сугияма.
Основной особенностью саундтрека является его тесная интеграция с игровым процессом: звуковые эффекты и мелодии изменяются и развиваются в зависимости от действий игрока, что создает уникальный эффект синестезии. Именно это взаимодействие музыки и геймплея стало одной из отличительных характеристик проекта.
| №                   | Название                                  | Музыка              | Длительность |
| ------------------- | ----------------------------------------- | ------------------- | ------------ |
| 1.                  | «Buggie Running Beeps 01»                 | Кэити Сугияма       | 5:20         |
| 2.                  | «Protocol Rain»                           | Mist                | 7:08         |
| 3.                  | «Creation the State of Art (Full Option)» | Кэн Исии            | 6:33         |
| 4.                  | «Rock Is Sponge»                          | Joujouka            | 7:31         |
| 5.                  | «Fear (Rez Edit)»                         | Адам Фриленд        | 5:06         |
| 6.                  | «Boss Attacks (Remix)»                    | Coldcut и Тим Бран  | 7:15         |
| 7.                  | «F6 G5»                                   | EBZ                 | 7:48         |
| 8.                  | «Octaeder 0.1.»                           | Oval                | 3:22         |
| 9.                  | «Creative State»                          | Кэн Исии            | 6:20         |
| 10.                 | «P-Project»                               | Oval                | 5:38         |
| Общая длительность: | Общая длительность:                       | Общая длительность: | 62:35        |

## Оценки и мнения
| Сводный рейтинг       | Сводный рейтинг | Сводный рейтинг | Сводный рейтинг | Сводный рейтинг  |
| Издание               | Оценка          | Оценка          | Оценка          | Оценка           |
| Издание               | Dreamcast       | PS2             | PS4             | Xbox 360         |
| --------------------- | --------------- | --------------- | --------------- | ---------------- |
| GameRankings          | N/A             | 81,54 %         | 89,00 %         | 88,62 %          |
| Game Ratio            | N/A             | 80 %            | N/A             | 89 %             |
| Metacritic            | N/A             | 78/100          | N/A             | 89/100           |
| MobyRank              | 83/100          | 78/100          | N/A             | 88/100           |
| Иноязычные издания    |                 |                 |                 |                  |
| Издание               | Оценка          | Оценка          | Оценка          | Оценка           |
| Издание               | Dreamcast       | PS2             | PS4             | Xbox 360         |
| 1UP.com               | N/A             | N/A             | N/A             | A+               |
| AllGame               | N/A             | [ 20 ]          | N/A             | [ 21 ]           |
| CVG                   | N/A             | N/A             | N/A             | 9,0/10           |
| Edge                  | 9/10            | 9/10            | N/A             | N/A              |
| EGM                   | N/A             | 7,83/10         | N/A             | N/A              |
| Eurogamer             | 8/10            | N/A             | N/A             | 10/10            |
| Famitsu               | 31/40           | 32/40           | N/A             | N/A              |
| Game Informer         | N/A             | 6/10            | N/A             | N/A              |
| GamePro               | N/A             | 3,5/5           | N/A             | 5/5              |
| GameRevolution        | N/A             | C               | N/A             | N/A              |
| GameSpot              | N/A             | 7,9/10          | N/A             | 8,5/10           |
| GameSpy               | N/A             | 86/100          | N/A             | N/A              |
| GamesRadar+           | N/A             | N/A             | N/A             | 9/10             |
| IGN                   | N/A             | 8,5/10          | N/A             | 8,6/10           |
| OXM                   | N/A             | N/A             | N/A             | 8,0/10 9/10 (UK) |
| Play (UK)             | N/A             | 4/5             | N/A             | N/A              |
| TeamXbox              | N/A             | N/A             | N/A             | 8,7/10           |
| VideoGamer            | N/A             | 9/10            | N/A             | 9/10             |
| GameStats             | 9,0/10          | 8,5/10          | N/A             | 8,7/10           |
| Русскоязычные издания |                 |                 |                 |                  |
| Издание               | Оценка          | Оценка          | Оценка          | Оценка           |
| Издание               | Dreamcast       | PS2             | PS4             | Xbox 360         |
| «Страна игр»          | 8,7/10          | 8,7/10          | N/A             | N/A              |

Версия игры для Dreamcast и PlayStation 2 получила высокие оценки от критиков. Журнал Edge в своём обзоре назвал Dremacast-версию «немного вялой», по сравнению с версией для PlayStation 2, но саму Rez охарактеризовал как «безупречный» шутер.
Журнал Famitsu оценил версии для Dreamcast и PlayStation 2 в 31 и 32 балла соответственно. Сайт Eurogamer посоветовал играть в Rez только на большом телевизоре, а всю игру назвали «развлекательной роскошью».
VideoGamer.com положительно оценил геймплей и звук, но критиковал редкое замедление и слишком ранний выход. IGN в обзоре для PlayStation 2 заявил, что Rez заслуживает большего внимания благодаря концепции.
Версия для Xbox 360 получила также высокие оценки. Сайт 1UP.com посоветовали купить игру, назвав её лучшей. Высоко оценил и сайт Eurogamer, который назвал дату выхода более подходящим для Rez HD. VideoGamer.com в своём итоге назвали игру насмешкой над искусством. TeamXbox охарактеризовали Rez HD как «реальный взрыв», и посоветовал включить в свою коллекцию.
Некоторые критики поставили игре средние оценки. Сайт GamePro оценил игру для PlayStation 2 в 3,5 балла из 5 возможных, назвав её «короткой» и «экспериментом», но высоко оценив музыку. Game Revolution в своём итоге обзора сказал, что на Rez можно смотреть двояко: для одних — «невероятный творческий опыт, который сочетает искусство и игру», для других — «обычный шутер, который является слишком коротким».
Rez получила награду от «Агентства по делам культуры „Медиа-арт“» в Японии и стала одной из избранных Dreamcast-игр, показанных в 2012 году на выставке Смитсоновского американского музея искусства. В сентябре 2010 года Rez HD заняла 13 место в списке «Лучших игр для Xbox Live Arcade» по версии сайта IGN.